# 스튜디오 카브
스튜디오 카브 (STUDIO KAAB)는 2001년 5월 20일 설립된 대한민국의 창작 애니메이션 회사로서 2002년 ‘(주)스튜디오 카브’로 명명, 법인 전환하였다. 카브(KAAB)는 'Korean Advanced Amusement Brand'의 영어 머리 글자를 딴 것이다. 애니메이션 기획/제작, 국내 외 판권사업, 애니메이션 스탭&캐릭터 매니지먼트 사업을 진행 중이며 서적출판, 테마빌딩 사업을 차기 사업으로 기획하고 있었으나, 2018년 3월 31일에 폐업하였다. 다만, 법인 등기는 남아있기 때문에 저작권은 이 회사에게 있다. 현재 이 회사의 작품은 네이버 TV 슈퍼 서프라이즈 채널에 업로드 되는 중이다.

## 스튜디오 카브 제작 애니메이션

### KBS
- 알록달록 종이마을 (시나리오) 외주제작
- 놓지마 정신줄 (제작협력)
- 드래곤에그 김형주 (안성은 이소현) 스튜디오 카브 (시나리오) 외주제작
- 버추얼 가디언즈 이현기, (안성은, 이소현) 스튜디오 카브  (각본) 외주제작
- 터닝메카드 R 스토리보드 제작협력
- 플라워보이 화랑

### MBC
- 스피어즈
- 뚜루뚜루뚜 나롱이 (나롱이 시즌1)
- 쾌걸롱맨 나롱이 (나롱이 시즌2)
- 르브바하프 왕국 재건설기

### SBS
- 기가 트라이브
- 그린세이버 (나롱이 시즌3)

### 외주제작 애니메이션
- 더 파이팅 (원화)

### 제작사 취소
- 우주인 가족 (제작 취소)
- 클로버 4/3 (미완성)

## 같이 보기
- 아이코닉스